# Eustrangalis anticereducta
Eustrangalis anticereducta là một loài bọ cánh cứng trong họ Cerambycidae.